# Jorge Arturo Mendoza
Jorge Arturo Mendoza Huertas (Piura, 4 luglio 1971) è un calcolatore prodigio peruviano.
Ha dichiarato di essersi accorto delle sue eccezionali capacità di calcolo all'età di cinque anni. I suoi genitori volevano informare di ciò il suo maestro elementare, ma egli si oppose, dicendo che voleva continuare ad essere considerato "un ragazzo normale". 
Ha partecipato a diverse competizioni di calcolo mentale, ottenendo il primo posto nella coppa del mondo di calcolo mentale del 2006 a Gießen nella categoria addizione (dieci somme di dieci numeri di dieci cifre in 5' 42").
Nella coppa del mondo di calcolo mentale del 2008 a Lipsia ha ottenuto il secondo posto nella categoria addizione e il terzo posto nella classifica assoluta.
Detiene il record mondiale per la somma di 100 cifre singole in 18,23 secondi (record omologato dal Guinness dei primati).  
Laureato all'università di Piura, è un insegnante di matematica nella stessa università.